# غوريك (أمجز)
غوریك (بالفارسية: گوریک) هي قرية تقع في إيران في قسم أمجز الريفي. يقدر عدد سكانها بـ 0 نسمة بحسب إحصاء 2016.